# Hungaroring
De Hungaroring is een circuit in de buurt van Mogyoród in Hongarije, waar sinds 1986 de Grand Prix Formule 1 gehouden wordt.

## Winnaars
| Winnaars Grand Prix Formule 1 van Hongarije (Hungaroring) | Winnaars Grand Prix Formule 1 van Hongarije (Hungaroring) | Winnaars Grand Prix Formule 1 van Hongarije (Hungaroring) | Winnaars Grand Prix Formule 1 van Hongarije (Hungaroring) |
| Jaar                                                      | Coureur                                                   | Team                                                      |                                                           |
| --------------------------------------------------------- | --------------------------------------------------------- | --------------------------------------------------------- | --------------------------------------------------------- |
| 1986                                                      | Nelson Piquet                                             | Williams                                                  |                                                           |
| 1987                                                      | Nelson Piquet                                             | Williams                                                  |                                                           |
| 1988                                                      | Ayrton Senna                                              | McLaren                                                   |                                                           |
| 1989                                                      | Nigel Mansell                                             | Ferrari                                                   |                                                           |
| 1990                                                      | Thierry Boutsen                                           | Williams                                                  |                                                           |
| 1991                                                      | Ayrton Senna                                              | McLaren                                                   |                                                           |
| 1992                                                      | Ayrton Senna                                              | McLaren                                                   |                                                           |
| 1993                                                      | Damon Hill                                                | Williams                                                  |                                                           |
| 1994                                                      | Michael Schumacher                                        | Benetton                                                  |                                                           |
| 1995                                                      | Damon Hill                                                | Williams                                                  |                                                           |
| 1996                                                      | Jacques Villeneuve                                        | Williams                                                  |                                                           |
| 1997                                                      | Jacques Villeneuve                                        | Williams                                                  |                                                           |
| 1998                                                      | Michael Schumacher                                        | Ferrari                                                   |                                                           |
| 1999                                                      | Mika Häkkinen                                             | McLaren                                                   |                                                           |
| 2000                                                      | Mika Häkkinen                                             | McLaren                                                   |                                                           |
| 2001                                                      | Michael Schumacher                                        | Ferrari                                                   |                                                           |
| 2002                                                      | Rubens Barrichello                                        | Ferrari                                                   |                                                           |
| 2003                                                      | Fernando Alonso                                           | Renault                                                   |                                                           |
| 2004                                                      | Michael Schumacher                                        | Ferrari                                                   |                                                           |
| 2005                                                      | Kimi Räikkönen                                            | McLaren                                                   |                                                           |
| 2006                                                      | Jenson Button                                             | Honda                                                     |                                                           |
| 2007                                                      | Lewis Hamilton                                            | McLaren                                                   |                                                           |
| 2008                                                      | Heikki Kovalainen                                         | McLaren                                                   |                                                           |
| 2009                                                      | Lewis Hamilton                                            | McLaren                                                   |                                                           |
| 2010                                                      | Mark Webber                                               | Red Bull Racing                                           |                                                           |
| 2011                                                      | Jenson Button                                             | McLaren                                                   |                                                           |
| 2012                                                      | Lewis Hamilton                                            | McLaren                                                   |                                                           |
| 2013                                                      | Lewis Hamilton                                            | Mercedes                                                  |                                                           |
| 2014                                                      | Daniel Ricciardo                                          | Red Bull Racing                                           |                                                           |
| 2015                                                      | Sebastian Vettel                                          | Ferrari                                                   |                                                           |
| 2016                                                      | Lewis Hamilton                                            | Mercedes                                                  |                                                           |
| 2017                                                      | Sebastian Vettel                                          | Ferrari                                                   |                                                           |
| 2018                                                      | Lewis Hamilton                                            | Mercedes                                                  |                                                           |
| 2019                                                      | Lewis Hamilton                                            | Mercedes                                                  |                                                           |
| 2020                                                      | Lewis Hamilton                                            | Mercedes                                                  |                                                           |
| 2021                                                      | Esteban Ocon                                              | Alpine                                                    |                                                           |
| 2022                                                      | Max Verstappen                                            | Red Bull Racing                                           |                                                           |
| 2023                                                      | Max Verstappen                                            | Red Bull Racing                                           |                                                           |
| 2024                                                      | Oscar Piastri                                             | McLaren                                                   |                                                           |